# نقود ورقية للطوارئ

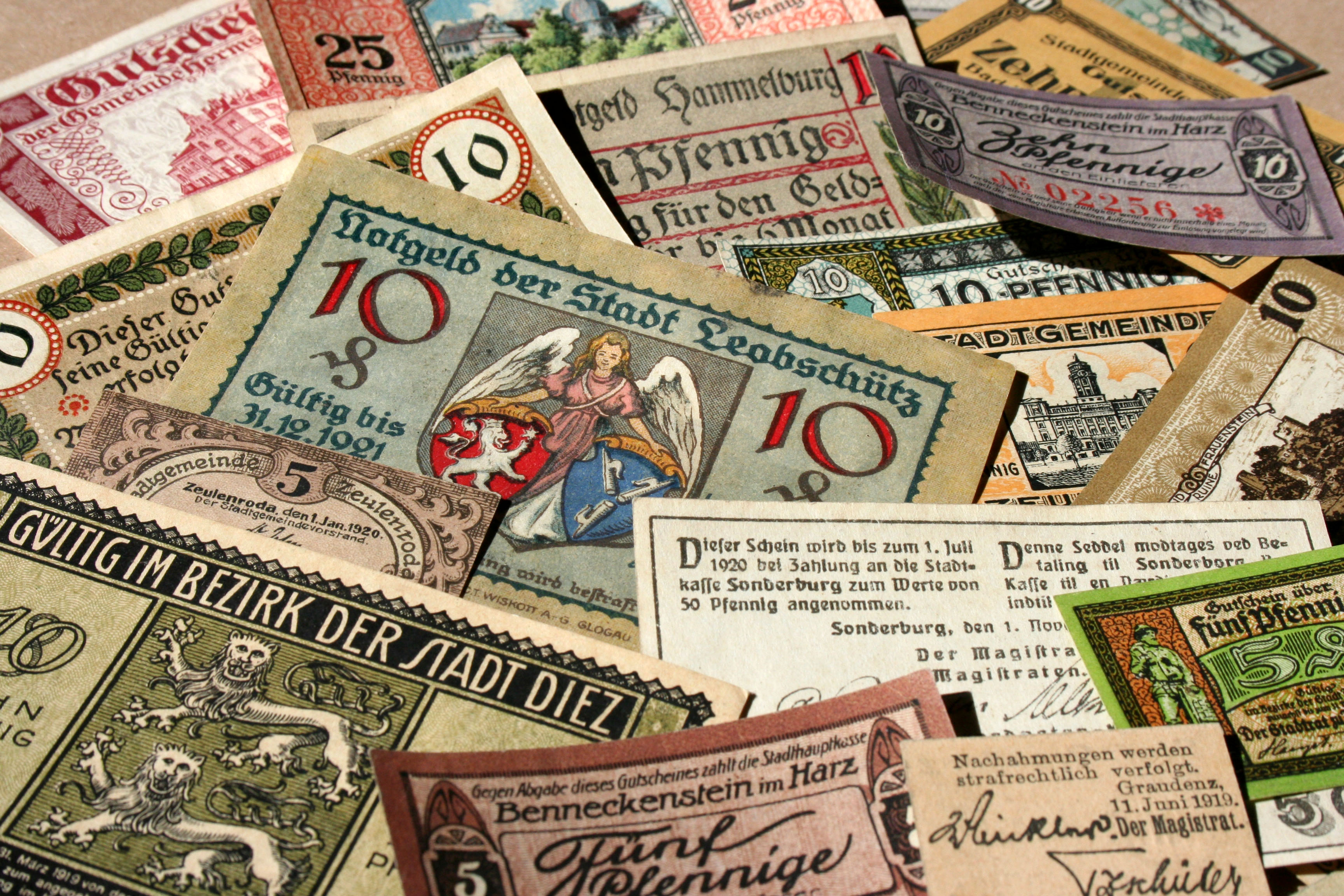
عملات طوارئ ألمانية صدرت بين عامي 1917 و 1919

نقود الطوارئ أو نوتجلد هي أموال تصدرها مؤسسة ما في وقت الأزمات الاقتصادية أو السياسية. عادة ما تكون المؤسسة المصدرة للسندات دون موافقة رسمية من الحكومة المركزية. يحدث هذا عادةً عندما لا يتوفر ما يكفي من الأموال التي تصدرها الدولة من البنك المركزي.
يشير مصطلح نقود الطوارئ على وجه الخصوص إلى الأموال المنتجة في ألمانيا والنمسا خلال الحرب العالمية الأولى وفترة ما بين الحربين العالميتين. يمكن أن تكون مؤسسات الإصدار هي بنوك الادخار في المدينة والبلديات والشركات الخاصة أو المملوكة للدولة.
تحتوي جميع الإصدارات تقريبًا على تاريخ انتهاء الصلاحية، وبعد ذلك الوقت تصبح غير صالحة. عادةً ما يعلن عن انتهاء صلاحية الإصدارات التي ليس لها تواريخ في إحدى الصحف أو في مكان الإصدار.

## بلدان أخرى
بالإضافة إلى ألمانيا والنمسا، صدرت نقود الطوارئ في بلدان أخرى مثل:
- إيرلندا (1689–1691)
- السويد (1715–1719)
- بلجيكا (1914–1918)
- فرنسا (1914–1927)

كذلك ظهر مفهوم نقود الطوارئ على شكل شهادات دفع مؤقتة قديمًا ومنتشرًا مثل النقود الورقية نفسها. تشمل البلدان الأخرى التي تستخدم الأموال المؤقتة على نمط نقود الطوارئ ما يلي (النطاقات الزمنية تقريبية):
- السودان الإنجليزي المصري[1]
- الجزائر[1]
- أنغولا[1]
- الأرجنتين[1]
- أرمينيا[1]
- أستراليا[1]
- الأزور[1]
- الكاميرون البريطانية[1]
- جزر الرأس الأخضر[1]
- سيلان[1]
- الصين,[1] خلال الحرب الأهلية، 1916–1949
- قبرص[1]
- جمهورية التشيك وسلوفاكيا[1] (تشيكوسلوفاكيا)، خلال ثورة عام 1848، 1848–1849؛ وخلال وبعد الحرب العالمية الأولى، 1916–1920
- الدنمارك[1]
- إستونيا[1]
- إثيوبيا[1]
- فيجي[1]
- فنلندا,[1] 1918–1922
- فرنسا[1]
- إفريقيا الاستوائية الفرنسية[1]
- الهند الصينية الفرنسية[1]
- أوقيانوسيا الفرنسية[1]
- الصومال الفرنسي[1]
- غرب إفريقيا الفرنسي[1]
- الغابون[1]
- شرق إفريقيا الألمانية[1]
- ساموا الألمانية[1]
- غينيا الجديدة الألمانية[1]
- جنوب غرب إفريقيا الألمانية[1]
- جبل طارق[1]
- القمر الكبرى[1]
- المملكة المتحدة[1]
- اليونان[1]
- غرينلاند[1]
- هونغ كونغ[1]
- المجر,[1] خلال ثورة عام 1848، 1848–1849 ثم بفترات متفرقة بعد ذلك؛ وخلال الحرب العالمية الأولى وبعدها 1914–1922
- إيسلندا[1]
- الهند[1]
- الولايات الهندية الأميرية، خلال فترة الراج البريطاني، بحدود 1890–1948
- جزيرة مان[1]
- إيطاليا[1]
- اليابان,[1] خلال الفترة الإقطاعية (كانت تسمى هانساتسو)، 1600–1871
- كينيا[1]
- لاتفيا[1]
- ليختنشتاين[1]
- ليتوانيا[1]
- لكسمبورغ[1]
- ماكاو[1]
- مدغشقر[1]
- ماديرا[1]
- مارتينيك[1]
- موناكو[1]
- الجبل الأسود[1]
- المغرب[1]
- الموزمبيق[1]
- هولندا[1]
- كاليدونيا الجديدة[1]
- نيوزيلندا[1]
- النرويج[1]
- الفلبين (أوراق نقدية متداولة للطوارئ)[1]
- بولندا، 1914–1922
- البرتغال[1]
- غينيا البرتغالية[1]
- فرنسا أثناء الثورة، 1791–1800
- روديسيا[1]
- رومانيا[1]
- بولندا الروسية[1]
- روسيا[1]
- حكومات البلطيق الروسية، 1860–1880
- ساو تومي وبرينسيب[1]
- السنغال[1]
- صربيا[1]
- الاتحاد السوفيتي، بضمنها مناطق انضمت إلى الاتحاد السوفيتي (مثل أوكرانيا وروسيا البيضاء وجورجيا وأرمينيا وأذربيجان)، 1917–1924
- إسبانيا[1]
- السودان[1]
- سويسرا[1]
- سوريا[1]
- تونس[1]
- الولايات المتحدة، خلال الحرب الأهلية 1861–1865، خلال الكساد الكبير، 1930–1940; خلال فترة شحة السنتات، 1974
- الأوروغواي[1]
- يوغسلافيا،[1] 1918–1920